# Janina Ochojska

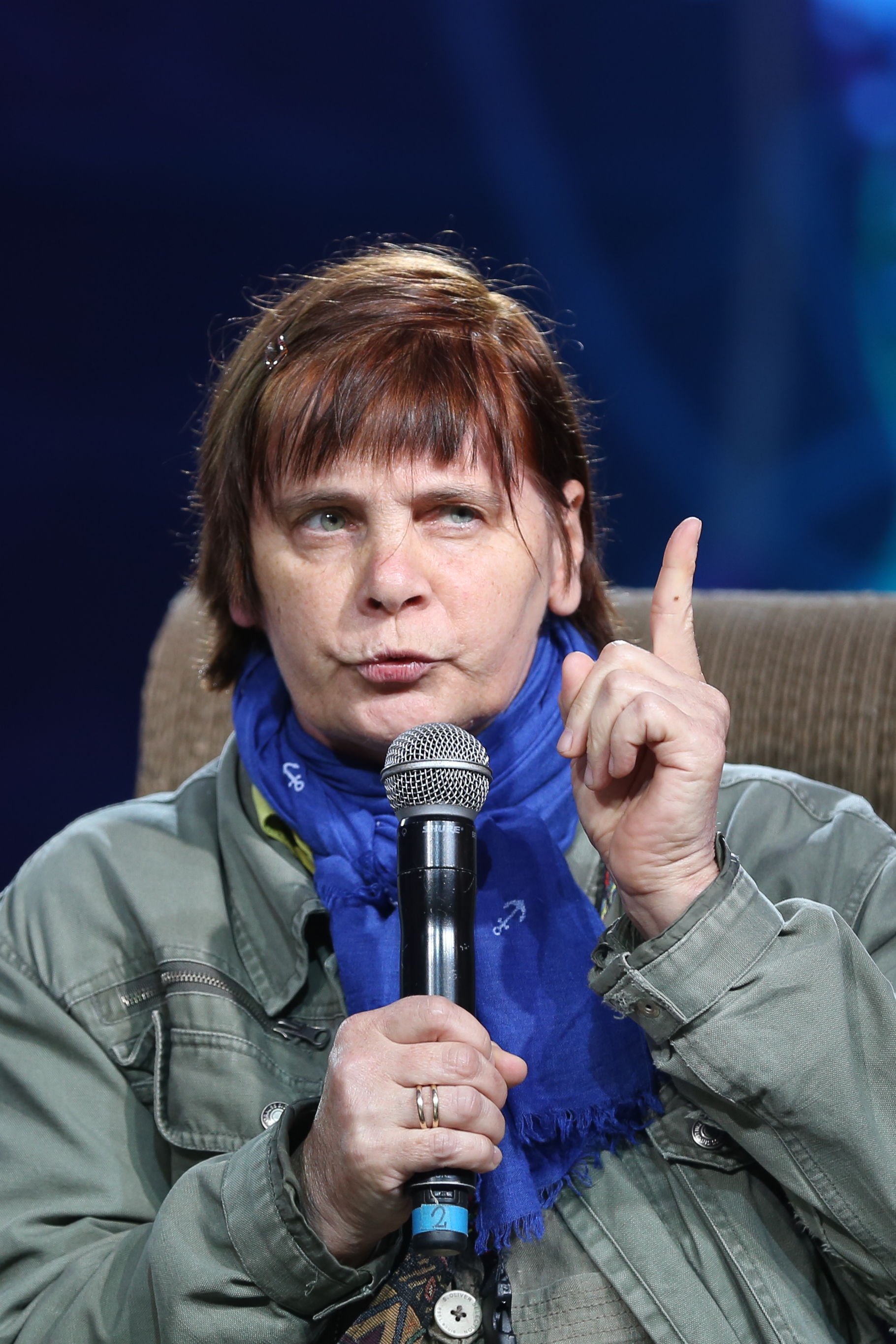
Janina Ochojska auf der Haltestelle Woodstock 2016

Janina Maria Ochojska-Okońska (* 12. März 1955 in Danzig) ist eine polnische, humanitäre Aktivistin und die Gründerin der Polnischen Humanitären Organisation (PAH).

## Leben
Nach Abschluss ihres Astronomie-Studiums an der Nikolaus-Kopernikus-Universität 1980 in Toruń arbeitete sie dort im astrophysikalischen Labor am Nikolaus Kopernikus–Zentrum der Astronomie. Als Studentin war sie in der akademischen Seelsorge der Jesuiten in Toruń tätig. Ab 1976 schloss sie sich den Aktivitäten der Opposition an und engagierte sich unter anderem beim Aufbau der Unabhängigen Selbstverwalteten Gewerkschaft Solidarität Toruńs.
Seit ihrer frühen Kindheit ist sie behindert und leidet an der Heine-Medin-Krankheit. Im Jahr 1984 wurde sie in Frankreich operiert und kam dort zum ersten Mal auf die Idee der humanitären Hilfe. Sie engagierte sich als Freiwillige in der Stiftung „EquiLibre“, nicht zuletzt um auch Kontakte zu knüpfen und eine Koordination humanitärer Hilfe für Polen vorzubereiten. Im Jahr 1989 war sie eine der Gründerinnen der polnischen Niederlassung der Stiftung EquiLibre. Im Jahr 1992 organisierte sie einen Konvoi der polnischen Hilfe für das ehemalige Jugoslawien. 1993 erhielt sie von der europäischen Kommission die Auszeichnung „Woman of the Year“. 1994 gründete sie die Polnische Humanitäre Organisation PAH, deren Vorsitzende sie seither ist.
Janina Ochojska ist Trägerin verschiedener nationaler und internationaler Auszeichnungen, so des Pax Christi International Peace Awards, der Medaille des Hl. Georg, die ihr durch die Wochenzeitung Tygodnik Powszechny verliehen wurde, und des Atsushi Nakata Memorial (Japan). Im Jahr 2004 wurde sie in einer wöchentlichen Umfrage auf den siebten Platz der einflussreichsten Frauen Polens gewählt. 2019 wurde sie als Kandidatin der Liste der Platforma Obywatelska ins Europäische Parlament gewählt.